# Gabon

Region Gabonu

Gabon, Republika Gabońska (fr. République Gabonaise) – państwo położone w środkowej Afryce nad Oceanem Atlantyckim. Graniczy z Gwineą Równikową, Kamerunem (na północy) i Kongiem (na wschodzie). Stolicą i największym miastem Gabonu jest Libreville.
Od czasu uzyskania niepodległości od Francji, 17 sierpnia 1960, Gabon był rządzony tylko przez trzech prezydentów. Na początku lat 90. XX wieku Gabon wprowadził wielopartyjny system i nową demokratyczną konstytucję, która uwzględniła bardziej transparentny proces wyborczy i zreformowała wiele rządowych instytucji. Niewielka populacja (niespełna dwa miliony), obfite bogactwa naturalne i zagraniczne inwestycje uczyniły z Gabonu jeden z najbogatszych krajów regionu o jednym z najwyższych HDI w Czarnej Afryce. Jest członkiem organizacji międzynarodowych jak MFW, NAM, ONZ, UNESCO i WHO.

## Historia

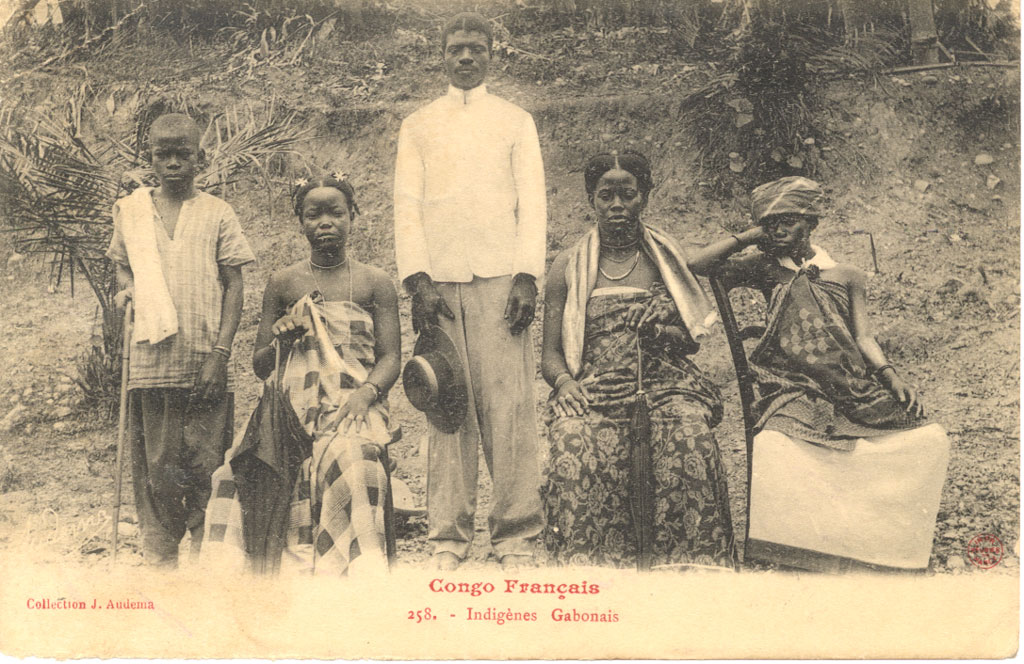
Francuskie Kongo. Tubylcy z Gabonu – kolonialna pocztówka z 1905 roku

Pierwsze odkryte ślady ludzkiej obecności na tym terenie pochodzą z przełomu paleolitu i neolitu. W późniejszym czasie ziemie te zostały zasiedlone przez liczne plemiona z grupy Bantu. Pierwszymi Europejczykami, którzy dotarli do Gabonu byli w 1471 roku trudniący się handlem niewolnikami Portugalczycy. W XVIII wieku na terenie Gabonu zaczęli osiedlać się Francuzi. Francja przybrała status seniora przez podpisywanie traktatów z gabońskimi wodzami przybrzeżnych plemion w 1839 i 1841 roku. Amerykańscy misjonarze z Nowej Anglii założyli misję przy Baraka (obecnie Libreville) w 1842 roku. W 1849 roku, Francuzi zdobyli statek służący do transportu niewolników i wypuścili oni niewolników przy delcie rzeki Komo. Niewolnicy założyli w tym miejscu osadę o nazwie Libreville (fr. miasto wolności). Francuscy eksploratorzy spenetrowali gęste dżungle Gabonu w okresie 1862 – 1887. Najsławniejszy, Savorgnan de Brazza, wykorzystywał gabońskich tubylców w poszukiwaniach górnego biegu rzeki Kongo. Francja zajęła Gabon w 1885 roku, a w 1889 roku został on włączony do Konga Francuskiego. W 1910 roku Gabon stał się częścią Francuskiej Afryki Równikowej, federacji, która przetrwała do 1959 roku. W 1946 roku otrzymał status francuskiego terytorium zamorskiego, a w 1958 roku na podstawie referendum stał się republiką posiadającą ograniczoną autonomię przewidzianą dla krajów Wspólnoty Francuskiej. Gabon ostatecznie uzyskał niepodległość 17 sierpnia 1960 roku.
W latach 60. Gabon brał udział w tworzeniu grupy państw Brazzaville. Od momentu uzyskania niepodległości istniały dwie partie: konserwatywny BDG, rządzony przez Leona M’Ba, i centrolewicowy UDSG (Union Démocratique et Sociale Gabonaise) na czele którego stanął Jean-Hilaire Aubame. M’Ba został zaprzysiężony premierem. W lutym 1961 roku odbyły się wybory, utrzymane pod nowym systemem prezydenckim, w których Léon M’ba został prezydentem, a Aubame ministrem spraw zagranicznych. Koalicja centrolewicy i centroprawicy istniała do lutego 1963 roku, gdy większe BDG zmusiło członków UDSG do wybrania między przyłączeniem do swojej partii albo rezygnacji. Léon M’ba rozpisał wybory na luty 1964 rok. Gdy BDG miało wygrać wybory na skutek eliminacji opozycji, gabońskie wojsko obaliło prezydenta M’Ba w bezkrwawym zamachu stanu 18 lutego 1964 roku. Utworzony przez armię Komitet Rewolucyjny nowym prezydentem mianował Jean-Hilaire’a Aubame’a. Rebelia została stłumiona przez francuskie wojska powietrznodesantowe, które przywróciły władzę M’by. Wybory odbyły się w kwietniu z wieloma opozycyjnymi kandydatami. Kandydaci BDG odnieśli zwycięstwo wyborcze. W marcu 1967 roku, Léon M’ba był wybrany na prezydenta, a Omar Bongo (wtedy Albert Bongo) na wiceprezydenta. M’Ba zmarł tego samego roku a Bongo został prezydentem.
Bongo swoją prezydenturę rozpoczął od stosunkowo liberalnych i prodemokratycznych działań, nowy prezydent wypuścił z więzień przeciwników politycznych zmarłego M’by i pozwolił im powrócić na stanowiska w administracji lub do życia prywatnego. Ten model rządów zakończył się w marcu 1968 roku gdy w Gabonie utworzono system jednopartyjny. Prezydent Bongo utworzył konserwatywną Gabońską Partię Demokratyczną powstałą w wyniku przekształcenia Gabońskiego Bloku Demokratycznego. Wprowadzenie rządów jednopartyjnych zapewniło prezydentowi i klasie rządzącej środki do utrwalania swojej władzy bez konieczności dbania o potrzeby obywateli. Jakikolwiek bunt mógł zostać stłumiony, gdyż francuskie wojska w ramach umowy o współpracy obronnej, zapewniały spokój wewnątrz kraju. W 1969 Bongo rozpoczął ograniczanie wolności związków zawodowych. Do 1973 wszystkie związki zostały zmuszone do przyłączenia się do jednej federacji kontrolowanej przez rząd. Krytyka wyrażona przez studentów i profesorów, a dotycząca niedemokratycznej formy rządów i powszechnej korupcji, w 1972 doprowadziła do masowych aresztowań wśród opozycji. W latach 1967–1975 urzędujący dyktator był jednocześnie premierem Gabonu. Stosunki z Francją, dawnym mocarstwem kolonialnym, stały się najważniejszą osią polityki zagranicznej Gabonu. Reżim prowadził z Francją szeroką wymianą handlową, udzielił koncesji francuskim firmom wydobywającym ropę naftową, a z uwagi na własne bezpieczeństwo pozwolił wojskom francuskim na stacjonowanie w kraju. Relacje francusko-gabońskie były w okresie rządów Bongo często określane mianem neokolonialnych.
Jednym z państw, z którym Gabon utrzymywał napięte stosunki była Gwinea Równikowa. Osią sporu była przynależność terytorialna wyspy Mbagne. Oba państwa rościły do niej pretensje, gdyż leżała w rejonie obfitującym w zasoby gazu ziemnego i ropy naftowej. W 1970 prezydent Bongo wysłał wojsko w celu okupacji wyspy. W 1972 państwa zobowiązały się rozwiązać spór polubownie. Porozumienia jednak nie wypracowano. Ruchy opozycyjne wobec władzy Bongo zaczęły powstawać pod koniec lat 70., kiedy pojawiające się trudności ekonomiczne stawały się coraz bardziej dotkliwe dla mieszkańców. W drugiej połowie lat 80. XX w. Gabon dotknęło długotrwałe załamanie gospodarcze. O połowę zmniejszyły się wpływy do budżetu, rząd zamroził płace i wzrosło bezrobocie. We wrześniu 1989 władze poinformowały o odkryciu spisku przeciw prezydentowi. W spisek mieli być zaangażowani członkowie służb bezpieczeństwa oraz prominentni funkcjonariusze publiczni. Dwie osoby oskarżone w kraju o udział w zamachu, zmarły w niewyjaśnionych okolicznościach. W styczniu 1990 w stolicy na nowo wybuchły strajki. W odpowiedzi na nie prezydent ogłosił podjęcie natychmiastowych reform i zwołanie w tym celu narodowej konferencji. Nie uspokoiło to nastrojów, a w kraju doszło do rozbojów i kolejnych strajków. 27 marca prezydent otworzył posiedzenie konferencji narodowej. Władze wprowadziły godzinę policyjną i zakazały prowadzenia strajków. W konferencji wzięło udział 2 tysiące delegatów. Uczestnicy opowiedzieli się za wprowadzeniem systemu wielopartyjnego. Bongo zaakceptował postulaty i 3 maja nowym szefem rządu mianował bankowca Casimira Oyé-Mbę. Prezydent zagwarantował status prawny wszystkim grupom opozycyjnym uczestniczącym w konferencji a 13 z nich utworzyło Zjednoczony Front Opozycyjny. Demokratyzacja okazała się pozorna a już 23 maja 1990 zamordowany został głośny krytyk prezydenta, Joseph Rendjambe,. Jego śmierć doprowadziła do największych zamieszek w historii kraju. Opozycja oskarżyła prezydenta o śmierć Rendjambe. Jej zwolennicy podpalili kancelarię prezydenta i wzięli za zakładników francuskiego konsula generalnego i pracowników kompanii naftowej. Kryzys uspokoiła interwencja zbrojna Francji, która uratowała istnienie reżimu. We wrześniu 1990 odbyły się pierwsze wielopartyjne wybory parlamentarne. Do udziału w nich mogło przystąpić tylko 13 partii uczestniczących w konferencji narodowej. Pierwsza tura głosowania 16 września przebiegła w atmosferze przemocy. Największy punkt wyborczy w stolicy musiał zostać zamknięty po tym, jak wyborcy odkryli w nim urny wyborcze wypełnione kartami do głosowania, dopiero co po rozpoczęciu głosowania. Pod naciskiem opozycji, rząd zmuszony do unieważnienia sfałszowanych wyborów. Nowe wybory parlamentarne odbyły się w październiku i listopadzie 1990. Prezydent ogłosił skład rządu jedności narodowej, w którym znaleźli się przedstawiciele opozycji. Szefem gabinetu pozostał Oyé-Mba. 5 grudnia 1993 prezydent wziął udział w wyborach, w których po raz pierwszy kandydatem nie był on sam jeden. Zdobył w nich 51,2% głosów. Kandydat opozycyjnej partii Zgromadzenie Narodowe Drwali, katolicki ksiądz Paul M'ba-Abessole uzyskał 26,5% głosów poparcia. Opozycja zarzuciła prezydentowi sfałszowanie wyników głosowania, kupowanie głosów wyborców i ogłosiła zwycięstwo. Zagroziła również stworzeniem własnego rządu. Obserwatorzy stwierdzili, że wybory były chaotyczne i łatwe do sfałszowana. W 1994 z powodu fałszerstw wybuchły zamieszki i demonstracje, które sparaliżowały kraj i doprowadziły na krawędź wojny domowej. Bongo zgodził się wziąć udział w specjalnie zwołanej konferencji z przedstawicielami opozycji. We wrześniu 1994 zawarto kompromis, tzw. Porozumienie Paryskie, na mocy którego w Gabonie powstał rząd koalicyjny, działający do wyborów parlamentarnych w 1996.
Wybory parlamentarne w 1996 wygrała Gabońska Partia Demokratyczna, jednak rok później opozycja uzyskała zwycięstwo w kilku dużych miastach (w tym w Libreville) w czasie wyborów lokalnych. W drugiej połowie lat 90. Bongo uważany był już za jednego z najbogatszych ludzi na świecie. W 1997 jego majątek znalazł się w centrum zainteresowania opinii społecznej po tym, jak według raportu Senatu Stanów Zjednoczonych jego wydatki miały wynosić 55 mln funtów rocznie, dwa lata później wyliczono, że Bongo posiadał 130 mln USD na prywatnym koncie bankowym. Pieniądze te mogły pochodzić z funduszy państwowych. W 1998 Bongo ogłosił swój udział w kolejnych wyborach prezydenckich. Podziały na opozycji ułatwiły mu zwycięstwo i zdobycie prawie 67% głosów. Drugi z wynikiem 16,5% był Pierre Mamboundou z Unii Ludności Gabońskiej. Opozycja oskarżyła prezydenta o fałszerstwa wyborcze. W grudniu 2001 Gabońska Partia Demokratyczna ponownie wygrała wybory parlamentarne po tym, jak główna partia opozycyjna, z obawy przed oszustwami, zbojkotowała głosowanie. Zagraniczni obserwatorzy skrytykowali sposób przeprowadzenia wyborów. Zaznaczyli, że pojawiły się problemy z organizacją głosowania. Po wyborach prezydent zaprosił największą partię opozycyjną księdza Paula M’by Abessole’a do koalicji rządowej. W marcu 2003 odżył na nowo konflikt z Gwineą Równikową po tym, jak rząd wysłał na wyspę gabońskie oddziały paramilitarne.
W październiku 2005 Bongo zdecydował się na start w kolejnych wyborach. Taktyka wyborcza prezydenta polegała na szerokim rozdawnictwie pieniędzy i obietnicach socjalnych. Zjawisko to, nazwane „frankiem wyborczym” polegało na przekazywaniu środków finansowych partiom, grupom społecznym i pojedynczym osobom, które wspierały lub zobowiązywały się wspierać urzędującego prezydenta. Przed samym głosowaniem Bongo ogłosił zwolnienie wszystkich obywateli z opłaty rachunków za wodę i elektryczność za miesiąc listopad. Rząd z obawy przed zamieszkami zamknął uniwersytet i wprowadził całkowity zakaz manifestacji. Według oficjalnych wyników zdobył 79,2% głosów. Po wyborach doszło do kolejnych w historii kraju starć służb bezpieczeństwa i opozycjonistów. W listopadzie 2007 prezydent Bongo świętował 40-lecie rządów. Był w tamtym czasie szefem państwa najdłużej pełniącym urząd w Afryce. W marcu 2008 między Francją a Gabonem doszło do pierwszych w historii istnienia reżimu napięć. Bongo zmarł z przyczyn naturalnych w 2009 roku. Władzę po dotychczasowym dyktatorze przejął jego syn, Ali Bongo Ondimba. 30 sierpnia 2023 roku po sfałszowanych wyborach wojsko dokonało zamachu stanu obalając dyktaturę rodziny Bongo po 56 latach rządów. Junta wojskowa mianowała prezydentem Gabonu generała Brice Oligui Nguema.

## Pochodzenie nazwy kraju
Nazwa Gabon pochodzi z języka portugalskiego Rio de Gaboa, kiedy to Portugalczycy w 1485 r. przybyli do ujścia zacisznej rzeki, nazywając ją rzeką schronienia.

## Polityka
Gabon jest republiką opartą na konstytucji pochodzącej z roku 1991. Głową państwa jest prezydent, wybierany w wyborach powszechnych na 5-letnią kadencję. Władzę sprawuje 2-izbowy parlament: Zgromadzenie Narodowe (120 deputowanych wybieranych w wyborach powszechnych na 5-letnią kadencję) i Senat (91 senatorów powoływanych przez rady gminne i regionalne również na 5-letnią kadencję).
W marcu 1991 r. została uchwalona nowa konstytucja. Wśród jej zapisów pojawia się deklaracja praw człowieka i rządowa komisja doradcza, która zajmuje się kwestiami gospodarczymi i społecznymi. Wielopartyjne wybory odbywały się w 1990-91, chociaż partie opozycyjne miały jeszcze nie być formalnie dopuszczone do nich.
Największe partie Gabonu to:
- Gabońska Partia Demokratyczna
- Gabońska Unia na rzecz Demokracji i Rozwoju
- Unia Ludu Gabońskiego
- Zgromadzenie na rzecz Gabonu

### Prezydent

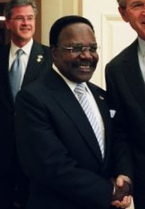
Omar Bongo – były prezydent Gabonu

Pierwszym prezydentem niepodległego Gabonu był wybrany w 1961 r. Léon M’ba. Prowadził antyopozycyjną politykę, która doprowadziła do zamachu stanu w 1964 roku, udaremnionego przez wojska francuskie. Następnie prezydentem Gabonu został Omar Bongo. Był on jednym z najdłużej pozostających u władzy osób na świecie. Prezydentem został w 1967 roku i sprawował tę funkcję aż do śmierci 8 czerwca 2009 roku. Był członkiem Gabońskiej Partii Demokratycznej. W październiku 2009 prezydenturę objął jego syn, Ali Bongo Ondimba.

### Premier
Obecnym premierem Gabonu od 16 lipca 2020 roku jest Rose Christiane Raponda. Jest ona członkinią Gabońskiej Partii Demokratycznej.

### Senat
Senat jest izbą wyższą gabońskiego parlamentu. Zasiada w nim 91 członków, wybranych na okres sześciu lat w jednomandatowych okręgach wyborczych przez lokalnych i departamentalnych radnych.
Pierwszym prezydentem senatu był Georges Rawiri (1932-2006), stary krajowy wpływowy polityk i bliski sojusznik Omara Bongo. Służył na tym stanowisku aż do swojej śmierci w 2006 roku. Został on zastąpiony przez obecnego senatora – René Radembino Coniquet pochodzącego z grupy etnicznej Myéné.

### Zgromadzenie Narodowe
Zgromadzenie Narodowe (Assemblée Nationale) jest niższą izbą gabońskiego parlamentu. Zasiada w nim 120 członków (111 deputowanych wybieranych w wyborach powszechnych na 5-letnią kadencję i dziewięciu członków wyznaczonych przez prezydenta).

### Sądownictwo
Cywilny system sądownictwa w Gabonie składa się z trzech części: sądy okręgowe, sądy apelacyjne i Sąd Najwyższy Gabonu. Sąd Najwyższy ma trzy izby: sądowy, administracyjny i księgowości. Konstytucja z 1991 roku, która dała wiele podstawowych wolności i praw, też utworzyła również Sąd Konstytucyjny – ciało, które rozważa tylko konstytucyjne zagadnienia i wykazuje właściwy stopień samodzielności w podejmowaniu decyzji.
Sądownictwo składa się również z wojskowego trybunału, który rozpatruje wykroczenia pod wojskowym prawem, państwowego sądu bezpieczeństwa (cywilny trybunał) i specjalnego sądu karnego dla przypadków oszustwa i korupcji, włączając w to rządowych urzędników.
Konstytucja daje prawo do publicznego procesu sądowego i prawa do obrony prawnej, ale nie ma żadnego prawa do domniemania niewinności. W dodatku, chociaż konstytucja zapewnia ochronę do nieingerencji w prywatność i korespondencję, nakaz przeprowadzenia rewizji łatwo może być wydany przez sąd, czasami po wykrytym fakcie. Znaczący czynnik odstraszający od politycznej zdrady to słaba niezależność sądownictwa w próbach bezpieczeństwa stanu, gdzie wpływ sędziego może mieć ważne znaczenie. Sąd Bezpieczeństwa Państwa, ostatnio zebrany w 1990 roku, jest zwoływany przez rząd, by rozpatrywać sprawy dotyczące bezpieczeństwa państwa.

### Uroczystości państwowe
| Data        | Polska nazwa                                        | Oryginalna nazwa |
| ----------- | --------------------------------------------------- | ---------------- |
| 19 lutego   | Dzień Konstytucji                                   |                  |
| 12 marca    | rocznica założenia Gabońskiej Partii Demokratycznej |                  |
| 17 sierpnia | Dzień Niepodległości                                | Jour d’Indepence |

### Przestrzeganie praw i swobód
Wolność i demokracja
W raporcie Freedom in the World 2006, ogłoszonym przez pozarządową amerykańską organizację Freedom House, Gabon znalazł się w kategorii państw „Częściowo wolnych” ze wskaźnikiem 4,5 w 7-stopniowej skali.
Wolność prasy i mediów
1) w raporcie Freedom of the Press 2005 (Freedom House) Gabon znalazł się w kategorii państw „Częściowo wolnych” na 139. miejscu na 194 ze wskaźnikiem 66 w 100-stopniowej skali.
2) w raporcie Press Freedom Index 2004 organizacji Reporterzy bez Granic Gabon był na 115. miejscu na 167.

### Stosunki międzynarodowe

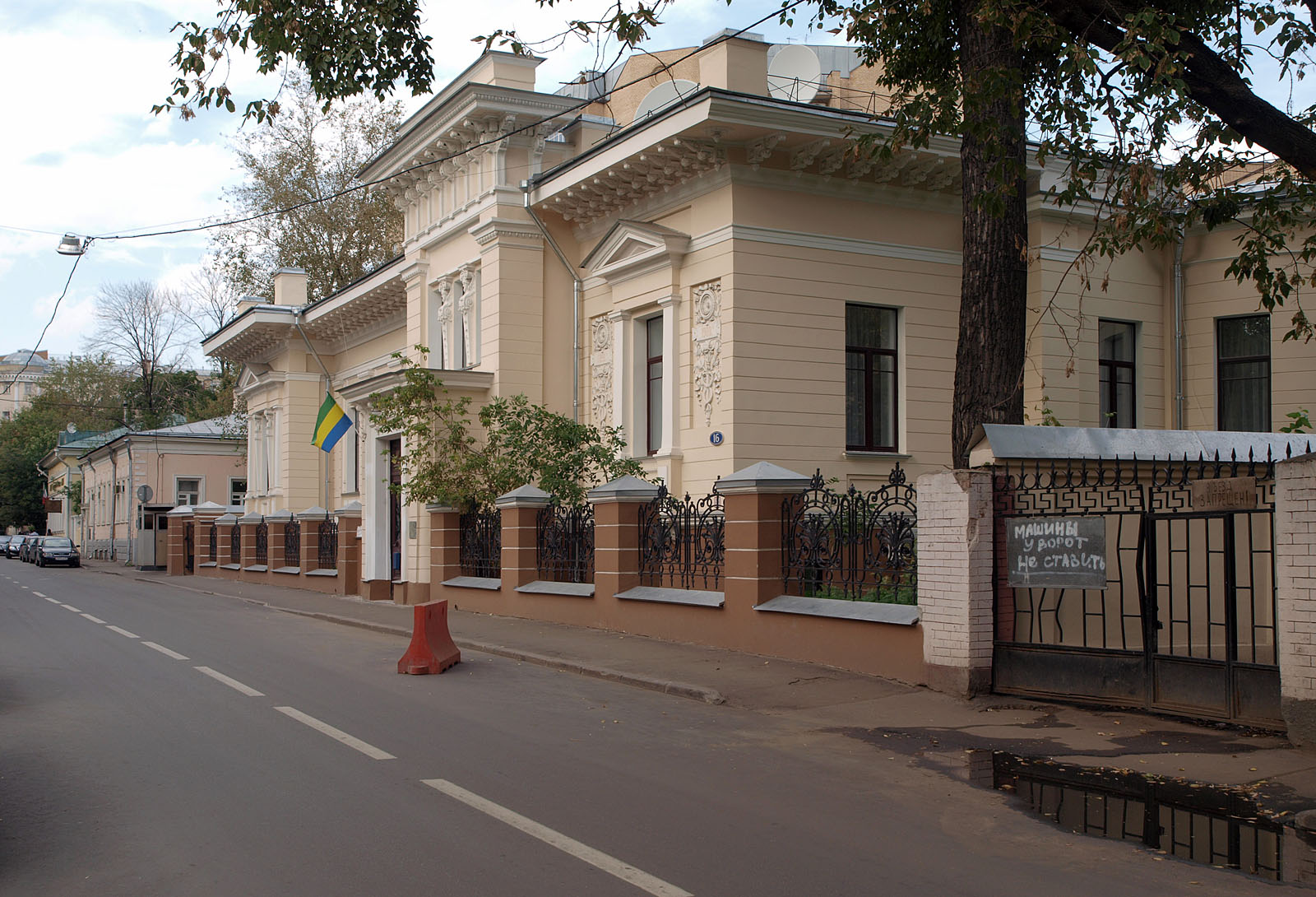
Ambasada Gabonu w Moskwie

Gabon nie jest silnie zaangażowany w politykę międzynarodową. Od 1973 roku, liczba krajów utrzymujących stosunki dyplomatyczne z Gabonem podwoiła się. W wewnątrzafrykańskich wydarzeniach Gabon opowiada się za rozwojem przez ewolucję, a nie rewolucję i popiera wolną przedsiębiorczość jako system najbardziej skuteczny w szybkim wzroście gospodarczym. Zainteresowany stabilnością w Centralnej Afryce i możliwościach interwencji, Gabon był bezpośrednio zainteresowany wysiłkami mediacji w Czadzie, Republice Środkowoafrykańskiej, Kongo, Angoli i dawnym Zairze (DRK). W grudniu 1999 roku, dzięki mediacji prezydenta Bongo, zostało zawarte porozumienie pokojowe w Kongo-Brazzaville między rządem a większością dowódców zbrojnego buntu. Gabon był silnym rzecznikiem regionalnej stabilności i gabońskie siły zbrojne odgrywały ważną rolę w ONZ w stabilizacji Republiki Środkowoafrykańskiej (MINURCA).

## Podział administracyjny
Gabon jest podzielony w 9 prowincji i na 37 departamentów.

### Prowincje
| Nr | Nazwa            | Powierzchnia km² | Liczba mieszkańców (2005) | Stolica              |  |
| -- | ---------------- | ---------------- | ------------------------- | -------------------- |  |
| 1  | Estuaire         | 20 740           | 638 219                   | Libreville           |  |
| 2  | Ogowe Górne      | 36 547           | 143 715                   | Franceville (Masuku) |  |
| 3  | Ogowe Środkowe   | 18 535           | 58 307                    | Lambaréné            |  |
| 4  | Ngounié          | 37 750           | 107 173                   | Mouila               |  |
| 5  | Nyanga           | 21 285           | 54 330                    | Tchibanga            |  |
| 6  | Ogowe-Ivindo     | 46 075           | 67 326                    | Makokou              |  |
| 7  | Ogowe-Lolo       | 25 380           | 60 510                    | Koulamoutou          |  |
| 8  | Ogowe Nadmorskie | 22 890           | 134 913                   | Port-Gentil          |  |
| 9  | Woleu-Ntem       | 38 465           | 134 028                   | Oyem                 |  |
|    | ogólnie          | 267 667          | 1 398 521                 | Libreville           |  |

## Geografia

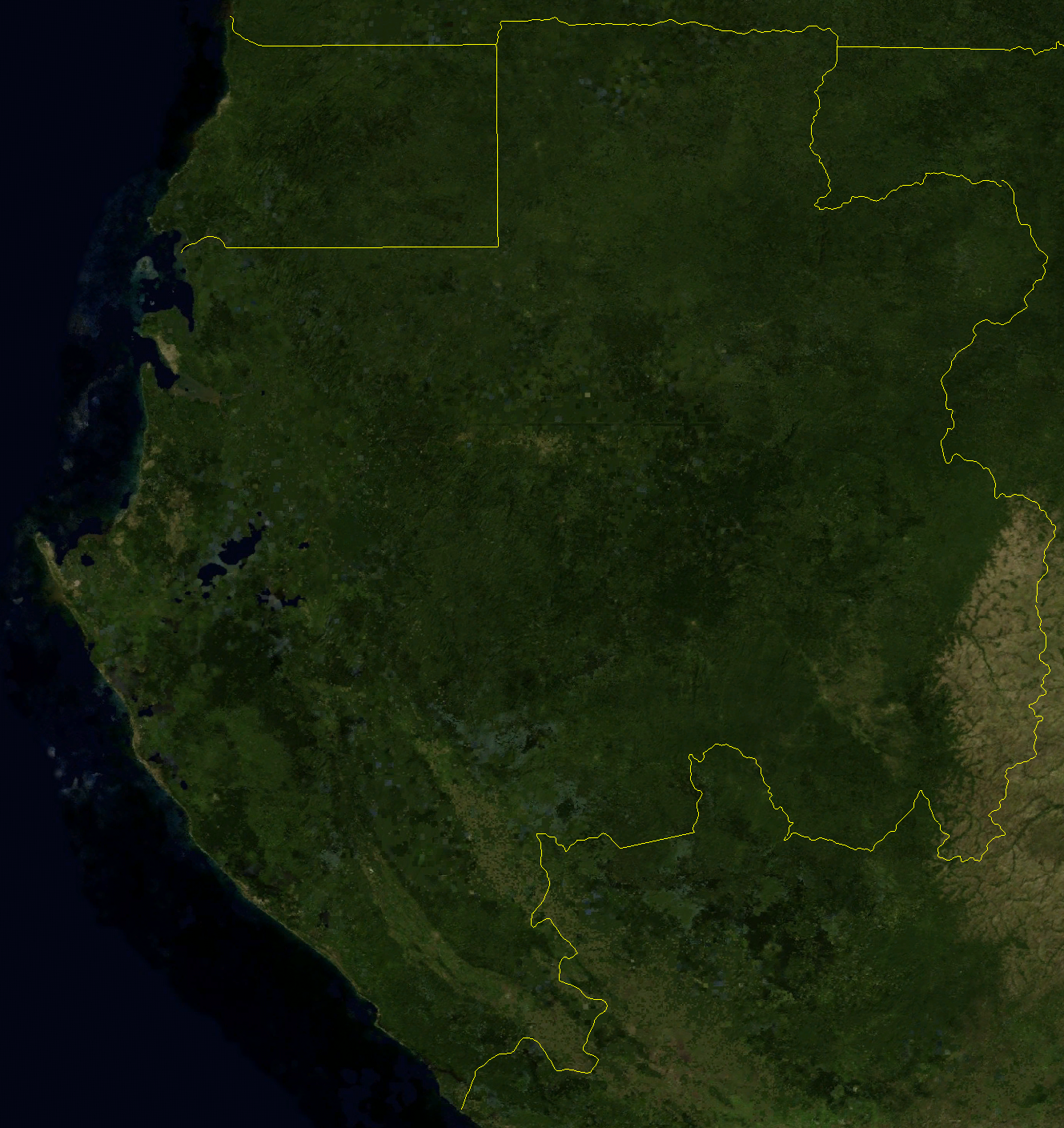
Mapa satelitarna Gabonu

Mapa hydrograficzna Gabonu

Gabon leży w środkowej Afryce nad Oceanem Atlantyckim. Długość linii brzegowej wynosi 880 km. Na północy graniczy z Gwineą Równikową (długość granicy – 350 km) i Kamerunem (300 km), na wschodzie i na południu z Republiką Konga (1903 km). Przez terytorium państwa przechodzi równik. Kraj jest rozciągnięty pomiędzy szerokościami geograficznymi 2°N i 4°S. Największą rzeką przepływającą przez państwo jest Ogowe.
Gabon także zachowuje naturalne środowisko, może być największą przestrzenią naturalnych parków w świecie. We wrześniu 2002 roku prezydent ogłosił, że na obszarze stanowiącym około 10 procent terytorium kraju – w tym na części dziewiczego wybrzeża – powstaną parki narodowe. Parki te maja powierzchnię 30 000 km² co jest równe w przybliżeniu powierzchni Belgii.
Administracyjnie, Gabon jest rozdzielany do 9 prowincji, które dzielą się na 37 departamentów.

### Informacje ogólne
- Obszar:
  - całkowity: 267 667 km²
- Granice lądowe:
  - długość całkowita: 2533 km
  - granica: z Gwineą Równikową (długość granicy – 350 km), Kamerunem (300 km), Republiką Konga (1903 km)
  - Linia brzegowa: 880 km

### Ukształtowanie powierzchni
Gabon jest położony w większości na Wyżynie Dolnogwinejskiej, średnio wznoszącej się na wysokość 600 m n.p.m. Jest położony wzdłuż nizin, rozciągające się na szerokości od 30 do 200 km, gdzie na szerokości dłuższej niż 96 km tworzy skalisty stok, którego wysokość sięga od 450 do 600 m. Ten płaskowyż jest położony na północy, wschodzie i w większości na południu. Rzeki schodzące z głębi wyrzeźbiły głębokie kanały wobec skarpy, podzielając ją na odmienne części, takie jak Góry Krystaliczne i Góry Chaillu. Są to góry położone w różnych częściach Gabonu. Północna linia brzegowa głęboko jest nacięta z zatokami, estuariami i deltami tak daleko na południe jak delta rzeki Ogowe, tworząc doskonałe naturalne schronienia. Dalej na południu wybrzeże staje się bardziej strome, ale są też przybrzeżne obszary ograniczone przez laguny i bagna namorzynu. Faktycznie cały teren jest zawarty w dorzeczu Rzeki Ogowe, której długość wynosi około 1100 km długa i nadaje się do żeglugi na długości około 400 km. Najniższy punkt wysokościowy znajduje się u wybrzeża Oceanu Atlantyckiego (0 m n.p.m.), a najwyższy punkt to Mont Bengoué (1070 m n.p.m.) lub według innych źródeł Mont Iboundji o kwestionowanej wysokości 1575 m n.p.m.

### Zasoby naturalne
Zasoby naturalne: ropa naftowa, mangan, uran, złoto, drewno, rudy żelaza, energia wodna.
W okolicach Oklo znajdują się złoża rud uranu (ok. 2 mld lat temu przez ok. 200 tys. lat działał w nich naturalny reaktor jądrowy).

### Zagrożenia
Zagrożenia: wylesianie, kłusownictwo.

### Klimat
Gabon leży w strefie klimatu równikowego wybitnie wilgotnego. Średnia roczna temperatura wynosi 26 °C. Najgorętszym miesiącem jest styczeń, z przeciętną temperaturą wahającą się w Libreville od 23 do 31 °C. Przeciętne lipcowe temperatury, czyli najzimniejszego miesiąca, znajdują się w zasięgu między 20 i 28 °C. Od czerwca do września nie ma faktycznie żadnych opadów, ale jest wysoki poziom wilgotności; sezonowo najwięcej deszczu pada w grudniu i styczniu. Deszcz wtedy jest intensywny. Nadmierny deszcz jest spowodowany przez kondensację wilgotnego powietrza będącego skutkiem połączenia się, bezpośrednio poza wybrzeżem, zimnego Prądu Benguelskiego z południa i ciepłego Prądu Gwinejskiego z północy. Roczna suma opadów waha się pomiędzy 1500 a 2500 mm.

### Rzeki

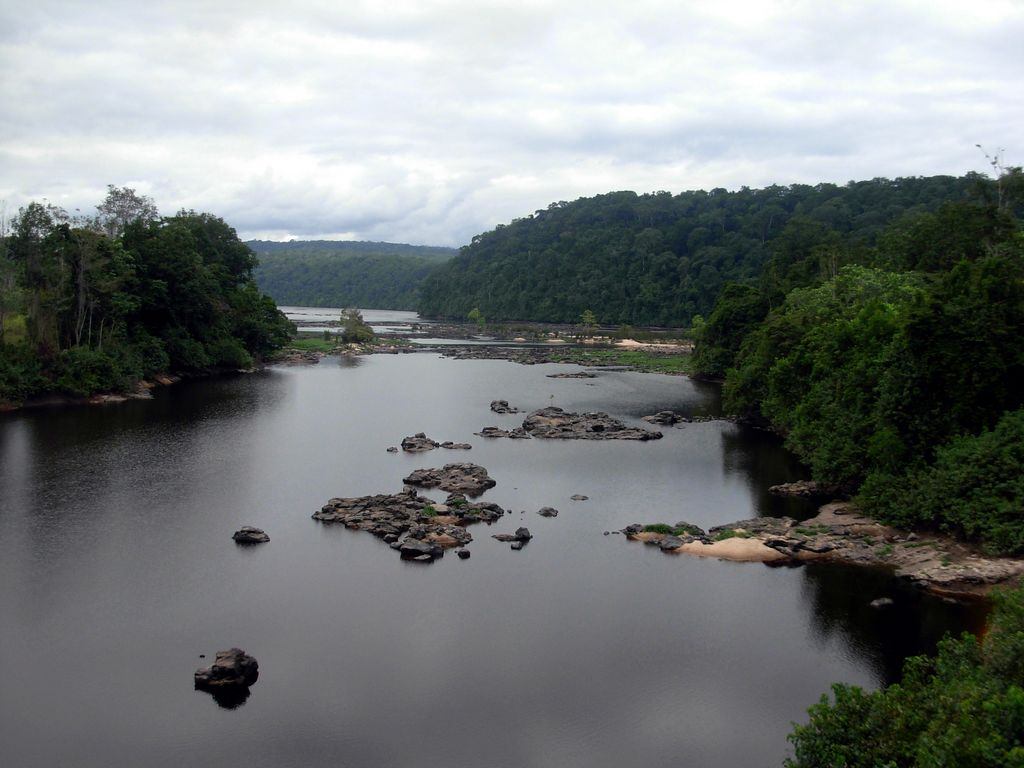
Rzeka Ogowe

Przez Gabon przepływają trzy rzeki główne:
| Nr | Nazwa  | Długość | Powierzchnia dorzeczy |
| -- | ------ | ------- | --------------------- |
| 1. | Ogowe  | 1200 km | 215 000 km²           |
| 2. | Nyanga | 600 km  | 22 000 km²            |
| 3. | Komo   | 230 km  | 5000 km²              |

## Przyroda Gabonu

### Fauna i flora

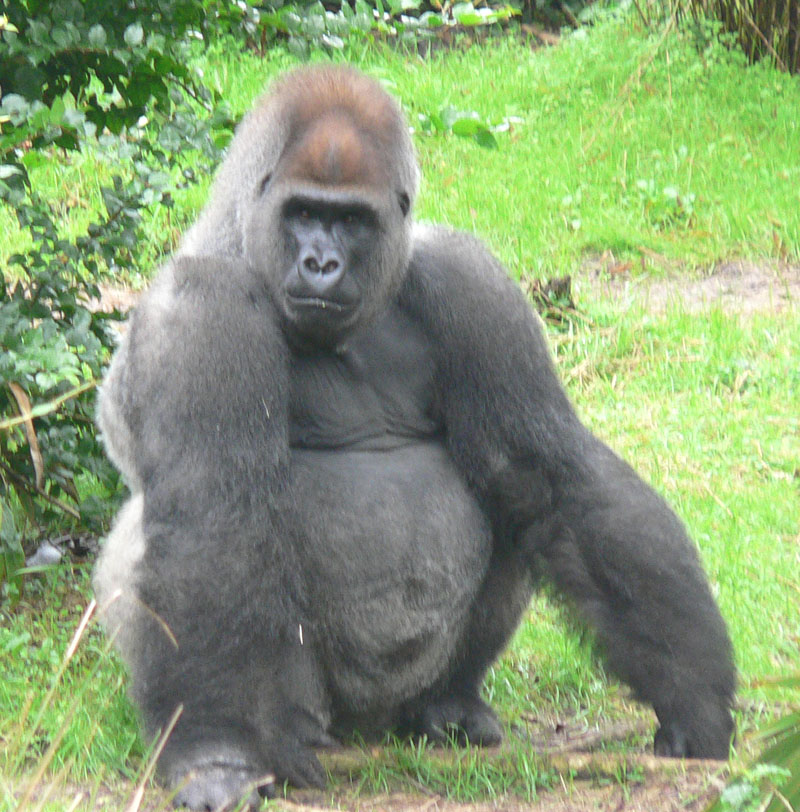
Goryl nizinny

W 2010 roku odkryto w Gabonie grupę makroskopowych skamieniałości pochodzących sprzed 2,1 mld lat (paleoproterozoik), uważanych za pozostałości prawdopodobnie pierwszych eukariotycznych organizmów wielokomórkowych. Zostały nazwane Gabonionta.
Współcześnie pokrywa roślinna na terenach Gabonu jest gęsta, a jej przyrost jest szybki. Około 80% powierzchni kraju zajmują wilgotne lasy równikowe i aż 20 procent tutejszych gatunków roślin nie występuje nigdzie indziej na Ziemi. Puszcza równikowa daje schronienie gorylom, szympansom, słoniom leśnym i wielu innym zagrożonym gatunkom zwierząt. Dzięki niedawno utworzonym parkom Gabon znalazł się w pierwszym szeregu strażników afrykańskiej różnorodności biologicznej. W Gabonie występuje ponad 6000 gatunków roślin oraz inne gatunki, które raz na rok tracą liście. Wzrost drzew jest szczególnie gwałtowny; w rzadziej zalesionych obszarach, drzewa są średnio wysokie na 60 m i pnie grubo są splecione z winoroślami. Występuje tu około 300 gatunków drzew. W przybrzeżnych regionach szerokie przestrzenie są przykryte wysoką trawą papirusu.
W Gabonie można spotkać takie gatunki drzew jak okoumé, mahoń, iroko. Poza tym występują: mango, bananowiec, palma kokosowa, heban, iboga, palma, spatodea, kakaowiec. Sawanny występują w dolinach rzek Nyanga i Ngoumé.
W Gabonie można spotkać takie zwierzęta jak: bawół, bongo, dzioborożce, kameleon, karakal, złotokot afrykański, szympans zwyczajny, krab, słoń afrykański, goryl, buszbok, hipopotam, świnia leśna, ibis, manat afrykański, mamba czarna, mamba pospolita, mandryl, mangusta, łuskowiec, lampart, lew, sępowronek, Potamochoerus, papuga popielata, jeżozwierz, żmija gabońska.

### Ochrona środowiska
Problemy Gabonu w dziedzinie ochrony środowiska dotyczą wycinki lasów, zanieczyszczenia i utrzymanie dzikiej przyrody. Lasy, które zajmują 80% powierzchni kraju są zagrożone przez nadmierną wycinkę drzew.
Przybrzeżne lasy Gabonu były zubożałe, ale istnieje program ponownego zalesienia. Około 2,7% całkowitego obszaru powierzchni Gabonu jest pod ochroną. Zanieczyszczenie gruntu jest problemem w rozwoju miejskich centrów przez zanieczyszczający przemysł i gospodarstwa domowe. Miasta Gabonu łącznie produkują 0,1 miliona ton śmieci rocznie. Woda w Gabonie jest zanieczyszczona przez przemysł naftowy. Gabon ma 164 m³ kilometrów odnawialnych zasobów wody. Około 47% mieszkańców wsi i 95% mieszkańców miast ma czystą wodę pitną. W wyniku rozwoju demograficznego powiększył się popyt na mięso, kłusownictwo stało się zagrożeniem dla fauny. Począwszy od 2001 roku, 12 ze 190 gatunków ssaków w Gabonie zostały zagrożone. Cztery gatunki ptaków ze 466 też zostało zagrożonych wraz z dwoma gatunkami gadów. Dodatkowo 78 ze ok. 6000 gatunków roślin zostało zagrożonych. Gabon ma największą populację goryla na świecie.

### Parki narodowe
| Park narodowy    | Prowincja           | Powierzchnia |
| ---------------- | ------------------- | ------------ |
| Akanda           | Estuaire            | 540 km²      |
| Monts Birougou   | Ngounié, Ogowe-Lolo | 690 km²      |
| Ivindo           | Ogowe-Ivindo        | 3000 km²     |
| Loango           | Ogowe Nadmorskie    | 1550 km²     |
| Lopé             | Ogowe-Ivindo        | 4970 km²     |
| Mayumba          | Nyanga              | 80 km²       |
| Minkébé          | Woleu-Ntem          | 7560 km²     |
| Monts de Cristal | Estuaire            | 1200 km²     |
| Moukalaba-Doudou | Nyanga              | 4500 km²     |
| Mwagne           | Ogowe-Ivindo        | 1160 km²     |
| Plateaux batékés | Ogowe Górne         | 2050 km²     |
| Pongara          | Estuaire            | 870 km²      |
| Waka             | Ngounié             | 1070 km²     |

## Gospodarka
| Dane statystyczne za lata 2004–2007                           | Dane statystyczne za lata 2004–2007 |
| ------------------------------------------------------------- | --- |
| struktura zatrudnienia:                                       | – rolnictwo 60% – przemysł 15% – usługi 25% |
| Produkt krajowy brutto ważony parytetem siły nabywczej (PKB): | 20,09 mld USD |
| wzrost PKB:                                                   | 4,5% (2007 r.) |
| PKB na jednego mieszkańca:                                    | 13.800 USD |
| udział w strukturze PKB:                                      | – rolnictwo 5,8% – przemysł 58,8% – usługi 35,5% |
| budżet:                                                       | – dochody: 3,353 mld USD – wydatki: 1,3 mld USD |
| inflacja:                                                     | 5% |
| dług zagraniczny:                                             | 3,579 mld USD |
| rezerwy złota i dewizy:                                       | 1,459 mld USD |
| siła robocza:                                                 | 600 000 ludzi |
| bezrobocie:                                                   | 21% |
| inwestycje:                                                   | 24% PKB |
| elektryczność:                                                | – produkcja: 1,52 mld kWh – konsumpcja: 1,241 GWh – produkcja według źródła: paliwa kopalne: 27,8% hydroelektrownie: 72,2% elektrownie atomowe: 0% inne: 0% |
| ropa naftowa:                                                 | – produkcja: 266 000 bar/d – konsumpcja: 13 000 bar/d – eksport: 228 000 bar/d – import: 2436 bar/d                                                         |
| gaz ziemny:                                                   | – produkcja: 95,91 mln m³ – konsumpcja: 95,91 mld m³ |
| import:                                                       | 1,951 mld USD |
| eksport:                                                      | 6,856 mld USD |
| eksport (najważniejsi partnerzy):                             | – Stany Zjednoczone (27,6%), – Chiny (15,9%), – Francja (7,8%), – Trynidad i Tobago (5,4%), – Tajlandia (4,3%)                                              |
| import (najważniejsi partnerzy):                              | – Francja (35,4%), – Stany Zjednoczone (7,6%), – Holandia (5,5%), – Kamerun (4,5%), – Belgia (4,3%)                                                         |

Gabon jest krajem rolniczo-przemysłowym. W Gabonie uprawiane są takie rośliny jak: jams, maniok, taro, kukurydza, trzcina cukrowa, kawa, kakao, palma oleista. Bardzo dobrze rozwinięty jest tam przemysł wydobywczy (gł. wydobycie i przetwórstwo ropy naftowej). Gabon posiada także znaczne złoża rud uranu i wystarczające na ponad 100 lat zasoby rud manganu. Nie eksploatowane są jednak dotychczas złoża rudy żelaza w Bélinga (płn.-wsch. część kraju), które należą do największych na świecie. Inne występujące w obfitości bogactwa naturalne – w tym najlepsze na świecie tropikalne gatunki twardego drewna są na razie wykorzystywane w niewielkim stopniu. Gabon jest bardziej rozwinięty niż sąsiednie państwa. Był pełnym członkiem OPEC od 1975 do 1995. Dochód narodowy w przeliczeniu na 1 mieszkańca wynosi 5010 USD i jest czterokrotnie większy od państw Czarnej Afryki. Zaowocowało to nagłym spadkiem skrajnego ubóstwa, jednak wciąż duży odsetek populacji pozostaje biedny. Problemem gospodarki są długi od zaciągniętych pożyczek w latach siedemdziesiątych XX w.
Jednostką monetarną Gabonu jest frank CFA, dzielący się na 100 centymów.
Gabon był uzależniony od drewna i manganu do czasu odkrycia na morzu ropy naftowej we wczesnych latach siedemdziesiątych XX wieku. Sektor naftowy obecnie stanowi 40% PKB, 66% przychodów państwa i 75% przychodów z eksportu. Wydobycie ropy (w 2008 r. wydobywano 230 tys. baryłek ropy dziennie) podupadło od czasów, gdy wydobywano 370 tys. baryłek ropy dziennie w 1997 roku. W 1998 roku spadek w cenach ropy naftowej wywarł ujemny wpływ na dochody państwowe i gospodarkę. Gabon zajmuje 39. miejsce w świecie pod względem produkcji ropy naftowej (odpowiada za 0,3% produkcji światowej).

### Rolnictwo
Od czasu uzyskania niepodległości, panująca pozycja sektora ropy naftowej znacznie zmniejszyła rolę rolnictwa. Tylko 1,8% całkowitego obszaru ziemi w Gabonie jest przystosowane jako grunty orne i rolnictwo tworzy tylko ok. 5,8% PKB. W 2001 roku, import towarów rolnych do Gabonu to 18% całego importu. Do II wojny światowej, rolnictwo zostało ograniczone głównie do gospodarki samozaopatrzeniowej i uprawiano takie rośliny jak maniok, banany, zboża, ryż, pochrzyn i słodkie ziemniaki. Od czasu niepodległości chciano intensywnie zróżnicować i powiększyć rolniczą produkcję. Eksperymentalne gospodarstwa rolne zostały założone oraz spółdzielnie, które zostały założone przez połączenie wiejskiej ludności. Jednakże rolnictwo nie było na wysokim priorytecie w latach 1976–1981 i robotnicy woleli szukać zatrudnienia w obszarach miejskich. Rozwój rolnictwa i małego biznesu utrudnia brak międzynarodowej konkurencji. Innym problemem są braki transportu dóbr na rynki.

### Hodowla zwierząt
Gospodarka zwierzęca jest ograniczona głównie przez obecność much tse-tse. Najważniejsze zwierzęta hodowane w Gabonie to: świnie, owce, kozły, bydło i kury. By zmniejszyć import mięsa, rząd odłożył 200 000 hektarów (494 000 akrów) w niezaludnionych regionach sawanny, by założyć trzy rancza w Ngounie, Nyanga i Lekabi. Aktualnie import zamrożonej wołowiny jest najważniejszym źródłem tego produktu, gdyż koszty importu są cztery razy mniejsze niż lokalnie wyprodukowana wołowina. Produkcja drobiu zaspokaja połowę konsumpcji Gabonu. Typowa roczna produkcja drobiu wynosi 3900 ton.

### Rybołówstwo
Rybołówstwo w Gabonie jest stosunkowo słabo rozwinięte. Tradycyjne rybołówstwo wynosi około dwóch-trzecich całego połowu ryb w Gabonie. Wody poza wybrzeżem Gabonu zawierają duże ilości ryb. Głównie są wyławiane tuńczyki i sardynki. Flota rybołówstwa dawniej została bazowana głównie w Libreville. Nowy port rybacki został zbudowany w Port-Gentil w 1979 roku. Ten port jest obecnie centrum operacji dla przemysłowej floty. Całkowity połów ryb w 2000 roku wynosił 47 470 ton, z tego 80% z Oceanu Atlantyckiego. Przez międzynarodowe porozumienie i prawo Gabonu jest wytyczona strefa ekonomiczna, rozciągająca się na ok. 300 km poza wybrzeżem, które zakazuje połowów ryb w tej strefie bez rządowego upoważnienia. Jednakże odkąd Gabon nie ma łodzi patrolowych, obce trawlery często nielegalnie chwytają tuńczyka w wodach przybrzeżnych Gabonu.

### Leśnictwo
85% powierzchni Gabonu stanowią lasy. Zasoby leśne zawsze dostarczały mieszkańcom Gabonu podstawowych środków do życia, przede wszystkim paliwa i schronienia. W lasach gabońskich występuje ok. 400 gatunków drzew, z czego około 100 gatunków jest wykorzystywanych w przemyśle. Gabon jest największym eksporterem drewna w regionie, a jego udział w rynku handlu drewnem w Afryce wynosi 20%. Leśnictwo jest najważniejszym sektorem eksportowym gospodarki Gabonu po sektorze wydobycia ropy naftowej. Ponadto Gabon jest największym producentem okoumé na świecie – ok. 90% całej produkcji. Gabon eksportuje też drewna innych drzew, takich jak mahoń, kevazingo i heban. Pozostałe eksploatowane gatunki drzew to m.in. dibetou, movingui i zingana.
Eksploatacja drewna w Gabonie jest utrudniona i rabunkowa. Powodem tej sytuacji są problemy z dogodnym transportem, głównie z powodu nie najlepszego stan Kolei Transgabońskiej i drogi Ndjole–Bitamn. W eksploatację lasów Gabonu jest zaangażowanych ok. 50 firm, które mogą dokonywać eksploatacji drewna na obszarze ok. pięciu miliona hektarów powierzchni lasów, które zostały wyznaczone przez rząd.

### Górnictwo
Gabon jest jednym z najbogatszych państw dawnej Francuskiej Afryki Równikowej, jeżeli chodzi o występowanie surowców mineralnych. Gabon jest jednym ze światowych liderów w wydobywaniu manganu. Duże złoża manganu występują w Moanda. Produkcja manganu wynosi 2,9 miliona ton. Na terenie Gabonu występują takie surowce jak potaż, uran, niob, ruda żelaza, ołów, cynk, diamenty, marmur i fosforan. Nie licząc ropy naftowej i gazu ziemnego, górnictwo obejmowało 2% PKB w 1996 roku.

### Przemysł
W przemyśle jest zatrudnionych 15% siły roboczej i wytwarza on 58,8% całego PKB (2007 r.). Jest on skoncentrowany głównie na ropie naftowej, górnictwie manganu i przetwarzaniu drewna. Zakłady przemysłowe znajdują się głównie w pobliżu Libreville i miasta Port-Gentil. W Gabonie poza tym znajdują się zakłady przemysłowe związane z produkcją tekstyliów, cementu, chemikaliów, browary i stocznie. Produkcja jest bardzo uzależniona od czynników zewnętrznych; koszty importów podniosły się znacząco w 1994 r., kiedy dokonała się dewaluacja franka CFA. Zwiększyły się przez to koszty produkcji spowodowane tym, że przemysł wytwórczy jest mniej konkurencyjny i głównie dostarcza towary na potrzeby rynku krajowego.

### Energetyka
Głównym źródłem produkcji energii elektrycznej w Gabonie są hydroelektrownie – 70,1% (1999 r.) całej produkcji energetycznej. Pozostałą część produkują głównie elektrownie cieplne wykorzystujące głównie gaz ziemny. Główne hydroelektrownie w Gabonie znajdują się na tamach Kinguélé i Tchimbélé na rzece Mbei i w tamie Petite Poubara niedaleko Makokou na rzece Ogowe. Produkcja i dystrybucja elektryczności są utrzymane przez Gabońskie Przedsiębiorstwo Wody i Elektryczności (SEEG), które zostało utworzone w 1963 r., wcielając równocześnie kilka mniejszych prywatnych firm. Produkcja energii elektrycznej wzrosła z 114 mln kWh w 1971 roku do 1520 mln kWh w 2005 r. Konsumpcja energii w Gabonie w tym samym roku wynosiła 1241 mln kWh.

### Turystyka
Gospodarka turystyczna w Gabonie jest niewykształcona. Pomimo tego kraj jest atrakcyjny turystycznie, m.in. ze względu na plaże, rybołówstwo, wodospady na rzece Ogowe i Góry Kryształowe. Przyjeżdżający turyści odwiedzają także szpital założony przez Alberta Schweitzera w Lambaréné. Polowanie jest legalne w niektórych obszarach w sezonie od grudnia do września.
Do niedawna rozwój turystyki był hamowany przez zastąpienie tego działu gospodarki na rzecz eksportu ropy naftowej i drewna. W 2000 roku rząd Gabonu pracował nad rozwijaniem sektora turystycznego, głównie turystyki biznesowej i eko-turystyki.
W 2001 roku do Gabonu przybyło 155 000 turystów, w tym spośród typu turystyki to 60 000 turystów to turyści biznesowi (39%), 30 000 – turystyka rodzinna (19%), 20 000 – turystyka konferencyjna (13%), 45 000 – pozostali (29%).

### Handel zagraniczny
Gabon jest krajem dosyć silnie uzależnionym od Francji również w imporcie, który wynosi 35,4% wszystkich importów do Gabonu, ale Francja ma coraz mniejszy udział w imporcie (z 64% w 2001 r.). Inni najważniejsi partnerzy zagraniczni w imporcie to Stany Zjednoczone – 7,6%, Holandia – 5,5%, Kamerun – 4,5%, Belgia – 4,3% (2006 r.). Głównymi produktami, które importuje Gabon to sprzęt maszynowy, artykuły żywnościowe, chemikalia i materiały budowlane.
Główne produkty, które eksportuje Gabon to nieprzetworzona ropa naftowa (77% całego eksportu), drewno, mangan i uran (2001 r.). Jeszcze w 2001 roku Stany Zjednoczone były dominującym krajem eksportowym (47% całego eksportu). Obecnie również jest najważniejszym partnerem w eksporcie – 27,6% (2006 r.). Inni partnerzy w eksporcie towarów to Chiny – 15,9%, Francja – 7,8%, Trynidad i Tobago – 5,4% i Tajlandia 4,3% (2006 r.).

### Waluta

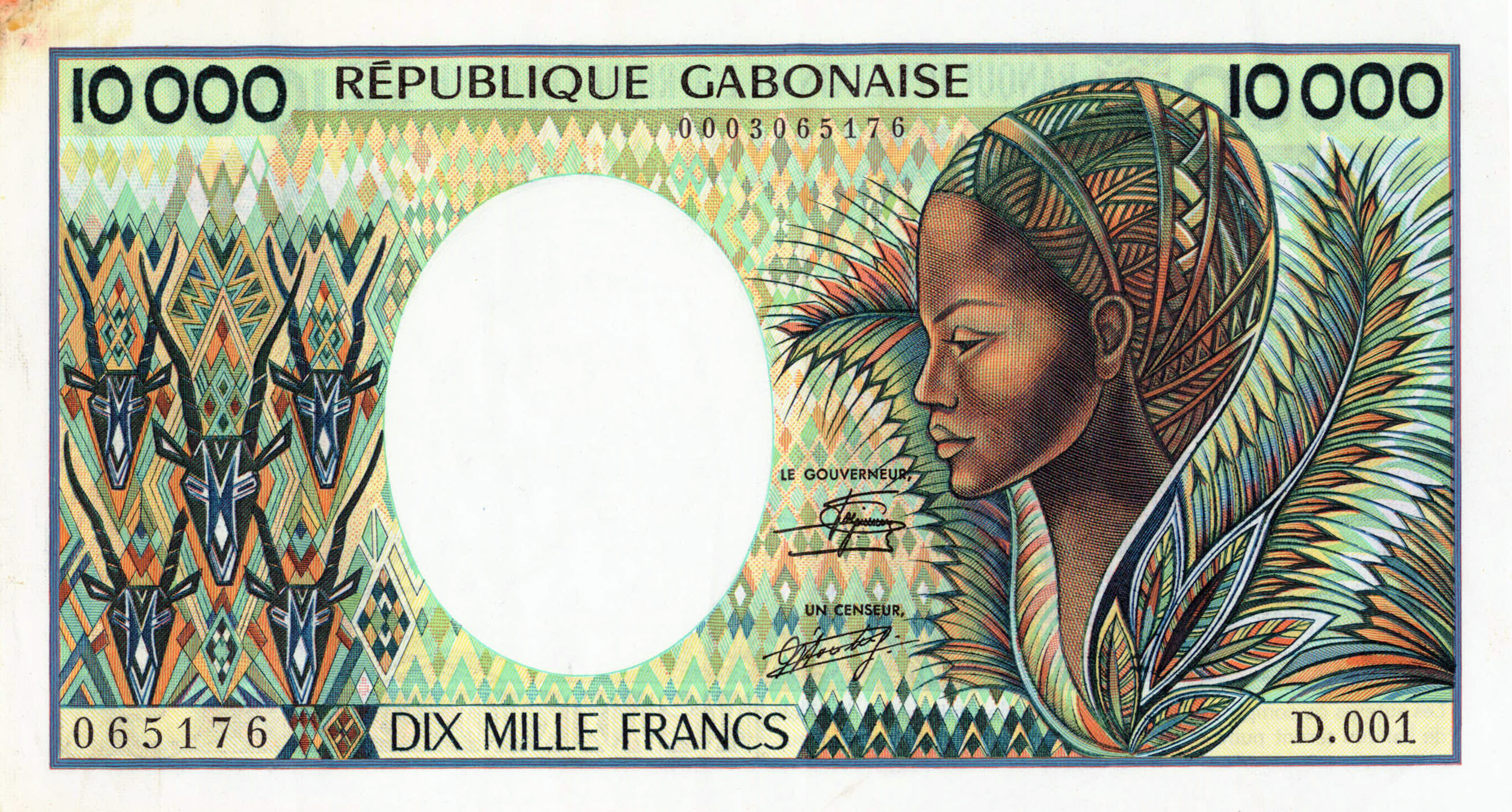
10 000 franków CFA

Walutą obowiązującą w Gabonie jest frank CFA (The Communauté Financiere Africaine franc, symbol – XAF) dzielący się na 100 centymów. Frank CFA jest emitowany w Gabonie w monetach o nominałach: 1, 2, 5, 10, 25, 50, 100 i 500 franków CFA i banknotów: 50, 100, 500, 1 000, 5000 i 10 000 franków CFA.

### Finanse
Przekroczenie budżetu na transgabońską kolej, wstrząs cen ropy naftowej w 1986 r., i dewaluacja franka CFA w 1994 r. spowodowały problem długów. Gabon pogorszył relacje z Klubem Paryskim i IMF za złe zarządzanie długiem i dochodami. IMF skrytykował rząd za przekroczenie budżetu na rzeczach dalekobudżetowych, zapożyczenia z banku centralnego i opóźnianie harmonogramu dla prywatyzacji i administracyjnej reformy.
Dochody Gabonu z ropy naftowej spowodowało silny wzrost PKB na głowę do 4000 dolarów, niezwykle wysokim jak dla regionu środkowoafrykańskiego. Z drugiej strony są wysokie wskaźniki ubóstwa. Gospodarka jest bardzo zależna od uzyskiwania obfitych materiałów. Drewno i górnictwo manganowe są innymi głównymi sektorami. Gabon kontynuuje wychodzenie na wahające się ceny za ropę naftową, drewno, mangan, i eksport uranu. Zagraniczni i gabońscy obserwatorzy konsekwentnie lamentowali nad brakiem zmiany podstawowych materiałów w gabońskiej gospodarce. Różni pośrednicy do tej pory udaremnili więcej dywersyfikacji (mały rynek z 1 milionem osób, uzależnienie od francuskich importerów, niezdolność zbicia kapitału na regionalnych rynkach, brak gorliwości świadczącej o przedsiębiorczości wśród Gabończyków, i dość regularny strumień ropy jako „czynsz”). Małe sektory przetwórstwa i usług są zdominowane w dużej mierze przez kilku wiodących na rynku lokalnym inwestorów.
W 1992 roku, deficyt budżetowy został zwiększony do 2,4% PKB, i Gabonowi nie udało się zapisać zaległości jego dwustronnemu długowi, wywołując anulowanie ugód zmiany harmonogramu spłat z oficjalnymi i prywatnymi wierzycielami. Dewaluacja gabońskiego franka CFA o 50% 12 stycznia 1994 r. wywołała nagły wzrost inflacji do 35%; stawka jednak ta spadła na 6% w 1996 r. Międzynarodowy Fundusz Walutowy wprowadził roczny plan awaryjny w 1994-95 i trzyletni zwiększony EFF przy bliskich handlowych stawkach zaczynając pod koniec 1995 roku. Francja zapewniła dodatkowe finansowe poparcie w styczniu 1997 roku po tym jak Gabon osiągnął cele Międzynarodowy Fundusz Walutowy w połowie 1996 r. W 1997 roku Międzynarodowy Fundusz Walutowy skrytykował rząd za przekroczenie budżetu na kategoriach długoterminowych oraz zapożyczenie się w Banku Centralnym, i wkładając jego harmonogram dla prywatyzacji i administracyjnej reformy.

### Produkt krajowy brutto[38]
| Rok  | Zmiana PKB | Rok  | Zmiana PKB |
| ---- | ---------- | ---- | ---------- |
| 1980 | 0,0%       | 2001 | 2,1%       |
| 1987 | -15,4%     | 2002 | -0,3%      |
| 1989 | 15,4%      | 2003 | 2,4%       |
| 1990 | 5,1%       | 2004 | 1,1%       |
| 1992 | -3,1%      | 2005 | 3,0%       |
| 1995 | 5,0%       | 2006 | 1,2%       |
| 1999 | -8,9%      | 2007 | 5,6%       |
| 2000 | -1,9%      | 2008 | 3,9%       |

## Transport
| Dane infrastruktury                     | Dane infrastruktury                       |
| --------------------------------------- | ----------------------------------------- |
| Drogi o twardej nawierzchni:            | 629 km(wliczając 30 km dróg ekspresowych) |
| Linie kolejowe:                         | 669 km                                    |
| Śródlądowe szlaki wodne:                | 1600 km                                   |
| Sieć rurociągowa:                       | 270 km                                    |
| Ilość linii telefonicznych:             | – 32 000 (1995) – 39 100 (2005)           |
| Liczba aktywnych telefonów komórkowych: | 720 000 (2007)                            |
| Kod telefoniczny:                       | +241                                      |
| Liczba odbioników radiowych:            | 208 000 (1997)                            |
| Ilość telewizorów:                      | 63 000 (1997)                             |
| Internet – domena:                      | .ga                                       |

### Transport drogowy
Główne drogi łączą faktycznie wszystkie główne części kraju, ale praca przy ich konserwacji i napraw jest trudna z powodu częstych i ciężkich ulew. W 2002 roku, drogowa sieć obejmowała 8454 km dróg, w których 838 km ma twardą nawierzchnię, wliczając w to 30 km dróg ekspresowych. Główna droga łącząca północ z południem prowadzi z Bitam do Ndendé. Ta główna droga (północ–południe) dalej jest kontynuowana w Kamerunie na północy i w Kongo na południu. Główna droga łącząca wschód z zachodem łączy Libreville i Mékambo. Dalej na południe, inne drogi biegną z Mayumba do Lastoursville i Franceville. W 1995 roku w Gabonie było zarejestrowanych około 23 000 samochodów osobowych i 10 000 innych pojazdów w użyciu.
Drogi główne są oznaczone krajowymi trasami i ponumerowane, z przedrostkiem „N” (czasami „RN”):
- N1: Libreville – Kougouleu – Bifoun – Lambaréné – Mouila – Ndendé – Tchibanga (Kongo)
- N2: Bifoun – Alémbe – Viate – Mitzic – Bibasse – Oyem – Bitam – Éboro (Kamerun)
- N3: Alémbé – Kazamabika – Lastoursville – Moanda – Franceville
- N4: Viate – Ekonlong – Makokou – Mékambo
- N5: Kougouleu – Bibasse
- N6: Mayumba – Tchibanga – Ndendé – Lebamba – Koulamoutou – Lastoursville

### Transport kolejowy

Kolej Transgabońska

Jedyną linią kolejową w Gabonie jest Kolej Transgabońska (fr. Transgabonais). Długość tej linii to 649 km (2002 r.). Prowadzi ona z portu Owendo (niedaleko Libreville) i prowadzi do Franceville m.in. przez miejscowości Ndjolé, Lopé, Booué, Lastoursville i Moanda.
Do lat siedemdziesiątych XX wieku Gabon nie miał żadnych linii kolejowych. W październiku 1974 roku pojawił się program budowy Kolei Transgabońskiej. Początkowo kolej miała prowadzić do Makokou i transportować rudę żelaza, jednakże trasa została zmieniona z powodów politycznych, mianowicie miała trzymać w obrębie granic państwowych transport rud manganu. W pierwszej fazie budowy, ukończonej w 1983 roku kolej połączyła port Owendo z miastem Booué (332 km). Koszty wyniosły 227 miliardów franków CFA, dodatkowo 98 miliardów franków CFA na budowy związanej z nią infrastruktury. Druga faza, ukończona w grudniu 1986 roku połączyła Booué z Franceville (357 km) przez miasto Moanda, w ten sposób ułatwiając transport i eksport manganu z południowego wschodu i eksploatacji leśnictwa w tym samym regionie. Kolej jest również ważna dla przewożenia drewna i uranu oprócz tego jest ważnym publicznym środkiem transportu w państwie. W 2005 roku kolej przewiozła ok. 218 000 pasażerów, jednakże przejazdy pasażerskie na linii są ograniczone tylko do trzech przejazdów na tydzień.
Kolej Transgabońska została sprywatyzowana w 1999 roku. Obecnie jest planowane przedłużenie linii kolejowej do Brazzaville w Republice Konga. Jednak przeszkodą jest różny rozstaw torów w Gabonie (1435mm) i Kongo (1067mm). Proponowana trzecia faza budowy poprowadziłaby dalej linię z Booué do miasta Belinga w północnym wschodzie, gdzie są złoża rudy żelaza.
Kolej w Gabonie jest jedną z niewielu środkowoafrykańskich kolei, która nie powstała w czasach kolonializmu.

### Transport lotniczy

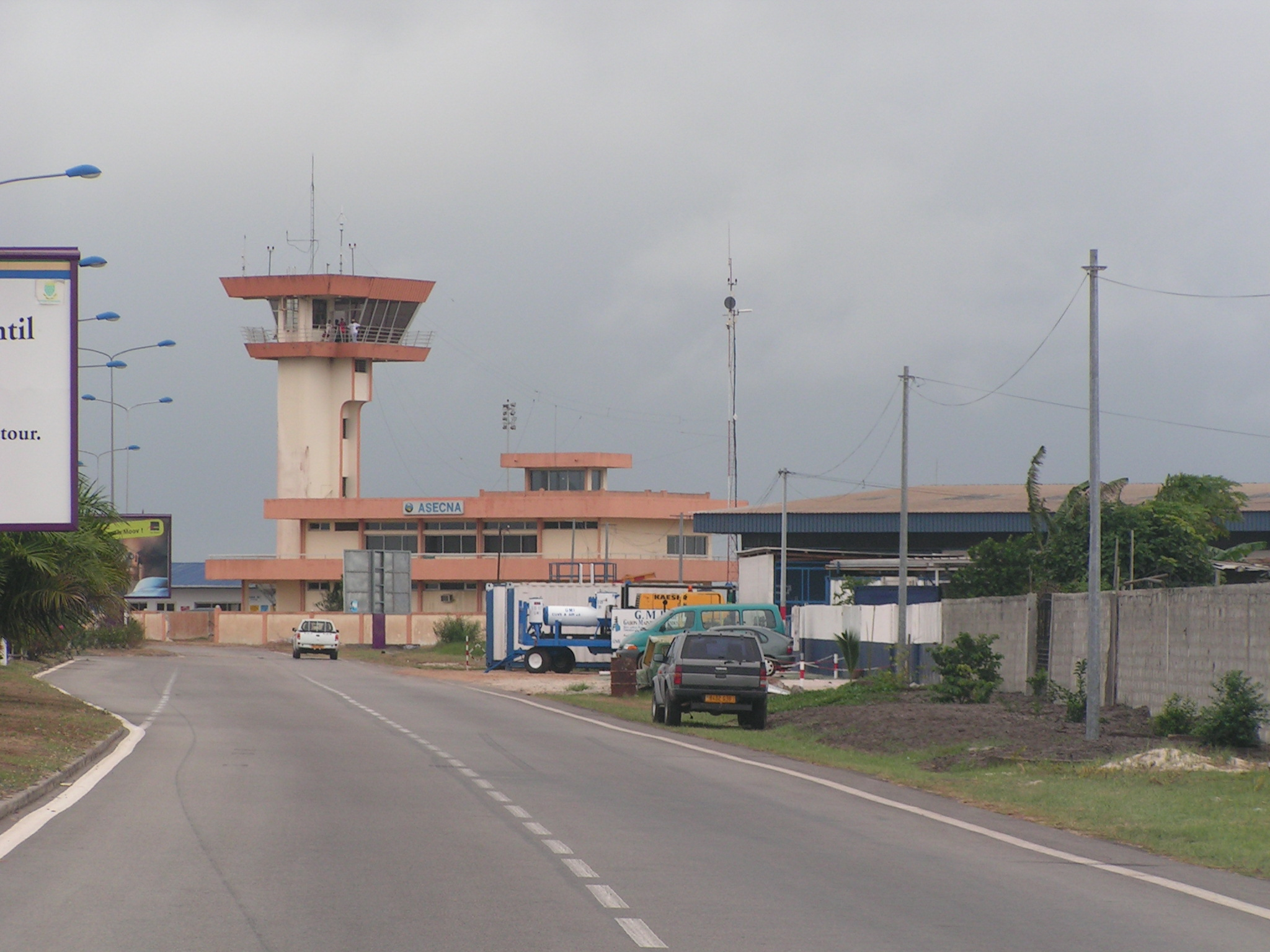
Lotnisko w Port-Gentil

Na terenach Gabonu znajduje się 61 portów lotniczych, z których 11 posiada twardą nawierzchnię i 50 o miękkiej nawierzchni (stan na 1999 r.). Znajdują się tu 3 międzynarodowe porty lotnicze: Libreville (im. Léon M’ba), Port-Gentil i Franceville. Gabon Airlines jest narodową linią lotniczą, obsługującą linie do Europy, Zachodniej i Środkowej Afryki i w przeloty wewnątrzkrajowe. Początkowo narodową linią lotniczą było założone w 1951 roku Air Gabon, ale ta spółka ogłosiła upadłość 3 marca 2006 roku. Również wiele innych licznych linii lotniczych obsługują trasy międzynarodowe z i do Gabonu. Air Affaires Gabon prowadzi loty wewnątrz kraju. W 2001 roku linie lotnicze w lotach krajowych i międzynarodowych przewiozły 373 900 pasażerów.

### Transport wodny
Najbardziej ruchliwe porty w Gabonie to Port-Gentil, centrum eksportu ropy naftowej i importu górniczego sprzętu oraz Owendo, nowy port, który został wybudowany w 1974 roku, 10 km na południe od Libreville. Pojemność portu Owendo, początkowo wynosiła 300 000 ton, i zwiększyła się do 1,5 miliona ton w 1979 roku. Mniejszy port znajduje się w Mayumba, również magazynuje drewno i port był zaprojektowany dla miasta. W 1998 roku, flota handlowa Gabonu posiadała 2 okręty, ale od 2002 roku Gabon nie ma żadnych okrętów handlowych. Gabon ma 1600 km śródlądowych szlaków wodnych.

## Demografia
Populacja Gabonu wynosi około 1,5 miliona obywateli (1 454 867). Językiem urzędowym Gabonu jest język francuski. Prawie wszyscy Gabończycy należą do ludów Bantu, chociaż w Gabonie żyje co najmniej czterdzieści grup etnicznych z oddzielnymi językami i kulturami. Fang jest największą grupą etniczną, pomimo że dane z niedawnego spisu ludności wskazują, że największą grupą jest Bandjabi (albo Nzebi). Inne grupy obejmują: Myene, Bakota, Eshira, Bapounou, i Okande. Granice pomiędzy grupami etnicznymi są rzadsze niż w innych krajach w Afryce. Ludność jest nierównomiernie rozmieszczona (na wybrzeżu gęstość zaludnienia wynosi ponad 20 osób/km², a w głębi lądu ok. 1 osoby/km²) Gabon należy do krajów o najwyższym przyroście naturalnym, który w 2004 r. wyniósł tutaj 2,5% (25‰).
| Statystyki demograficzne (2006)                                | Statystyki demograficzne (2006)  |
| -------------------------------------------------------------- | -------------------------------- |
|                                                                |                                  |
| Zmiana liczby ludności Gabonu w latach 1961–2003 (w tysiącach) |                                  |
| Liczba ludności                                                | 1 424 906                        |
| Ludność według wieku                                           |                                  |
| 0 – 14 lat                                                     | 42,1%                            |
| 15 – 64 lat                                                    | 53,9%                            |
| ponad 64 lata                                                  | 4,0%                             |
| Wiek (mediana)                                                 |                                  |
| W całej populacji                                              | 18,6 roku                        |
| Mężczyzn                                                       | 18,4 lat                         |
| Kobiet                                                         | 18,8 lat                         |
| Przyrost naturalny                                             | 21,3‰                            |
| Współczynnik urodzeń                                           | 36,16 urodzin/1000 mieszkańców   |
| Współczynnik zgonów                                            | 12,25 zgonów/1000 mieszkańców    |
| Współczynnik migracji                                          | -2,65 migrantów/1000 mieszkańców |
| Ludność według płci                                            |                                  |
| przy narodzeniu                                                | 1,03 mężczyzn/kobiet             |
| poniżej 15 lat                                                 | 1,01 mężczyzn/kobiet             |
| 15 – 64 lat                                                    | 0,99 mężczyzn/kobiet             |
| powyżej 64 lat                                                 | 0,71 mężczyzn/kobiet             |
| Umieralność noworodków                                         |                                  |
| W całej populacji                                              | 54,51 zgonów/1000 urodzeń żywych |
| płci męskiej                                                   | 63,65 zgonów/1000 urodzeń żywych |
| płci żeńskiej                                                  | 45,1 zgonów/1000 urodzeń żywych  |
| Średnia długość życia                                          |                                  |
| W całej populacji                                              | 54,49 lat                        |
| Mężczyzn                                                       | 53,21 lat                        |
| Kobiet                                                         | 55,82 lat                        |
| Rozrodczość                                                    | 4,74 dzieci/kobietę              |
| Piramida wieku                                                 |                                  |
|                                                                |                                  |

### Grupy etniczne
Gabon zamieszkuje przynajmniej 40 odmiennych grup etnicznych. Pigmeje są uważani za rdzennych mieszkańców. Obecnie pozostało tylko około 3 000, będąc rozmieszczonych w małych plemionach w lasach. Największa grupa etniczna – Fang (około 30% populacji), pochodzi z północy i w XVIII wieku osiedliła się na terenach obecnego północnego Gabonu. W prowincji Woleu-Ntem, północnej części Gabonu potomkowie ludów żyją do dziś bez konfliktów z innymi ludami Bantu. Nzebi, Obamba, Eshira, Bapounou i Bateke to inne główne grupy etniczne. Mniejsze grupy to Omyene, Mpongwe, Galoa, Nkomi, Orungu i Enenga; te ludy żyją wzdłuż niższej części rzeki Ogowe, od Lambaréné do miasta Port-Gentil. Grupa etniczna Kota (albo Bakota) zamieszkuje głównie na północnym wschodzie, ale kilka plemion jest zamieszkanych również na południu. Inne grupy to Vili i Séké. Oprócz tego Gabon jest zamieszkane przez inne narodowości wliczając 6000 Francuzów i 11 000 osób podwójnej narodowości. Członkowie plemienia Omyéné zamieszkującego okolice Port-Gentil uważają się za arystokrację społeczeństwa gabońskiego ze względu na długą tradycję kontaktów z władzami kolonialnymi.
| Grupa etniczna   | Język           | Liczebność w tys. | Procent ludności |
| ---------------- | --------------- | ----------------- | ---------------- |
| Fangowie         | Język fang      | 656               | 31,72%           |
| Punu             | Język punu      | 259               | 12,52%           |
| Bateke (2 grupy) | Język teke      | 213               | 10,3%            |
| Nzebi            | Język njebi     | 208               | 10,06%           |
| Mbede            | Język mbere     | 91                | 4,4%             |
| Myene            | Język myene     | 77                | 3,72%            |
| Fonowie          | Język fon       | 25                | 1,21%            |
| Hausa            | Język hausa     | 15                | 0,73%            |
| Wolof            | Język wolof     | 12                | 0,58%            |
| Francuzi         | Język francuski | 10                | 0,48%            |
| Fulani           | Język ful       | 9,9               | 0,48%            |
| Pigmeje          | Język baka      | 8,2               | 0,4%             |

### Języki
Językiem urzędowym Gabonu jest język francuski. Jest również używany w tutejszym systemie oświaty. Przed II wojną światową niewielu mieszkańców Gabonu uczyło się języka francuskiego, ale niemal wszyscy z nich pracują obecnie w biznesie lub polityce. Tuż po wojnie Francja rozwijała powszechne podstawowe szkolnictwo we wszystkich swoich afrykańskich terytoriach i w latach 1960–1961 spis ludności wykazał, że 47% Gabończyków mających ponad czternaście lat mówi po francusku. W latach 90. XX wieku liczba osób potrafiąca czytać i pisać wzrosła do 60%.
Niewielki procent mieszkańców ma średnie lub wyższe wykształcenie, są oni również niezwykle biegli w języku francuskim. Szacuje się, że 80% populacji kraju potrafią porozumiewać się w języku francuskim i jedna trzecia mieszkańców Libreville są rodzimymi użytkownikami języka francuskiego. Około 10 tysięcy Francuzów żyje w Gabonie i Francja dominuje we wpływach kulturalnych i handlowych Gabonu.
Lokalne języki to przede wszystkim języki z grupy bantu, które osiedliły się na terenach Gabonu około 2000 lat temu i zostały one odróżnione do około 40 języków. W tych językach powszechnie się mówi, ale nie pisze; misjonarze ze Stanów Zjednoczonych i Francji rozwinęli przepisywanie języków opartych na łacińskim alfabecie w XIX wieku i przetłumaczyli oni Biblię na kilka z tych języków. Francuska kolonialna polityka oficjalnie propagowała naukę francuskiego i zniechęcała afrykańskie języki. Jednak języki były przekazywane z pokolenia na pokolenie dzięki rodzinie i plemionom.
Rząd gaboński sfinansował badania nad językami bantu na początku lat 70. XX wieku i jest możliwość, by część z nich można wykorzystać do szkolnictwa.
Używane są również języki: fang, myene, bateke i bandjabi.

### Religie i wyznania
Struktura religijna kraju w 2020 roku według The ARDA:
- katolicyzm – 48,5%,
- protestantyzm i niezależne Kościoły – 24,5% (gł.: niezależne Kościoły afrykańskie, Kościół Ewangelicki w Gabonie i zielonoświątkowcy[44]):
  - świadkowie Jehowy – ok. 0,5%[44],
- niestowarzyszeni chrześcijanie – 12,1%,
- islam – 10,1%,
- tradycyjne religie plemienne – 3,35%,
- bez religii – 1,25%.

### Migracje
Z powodu niewielkiej populacji i dobrze prosperującej gospodarki, Gabon jest bardzo korzystnym krajem dla robotników z innych afrykańskich narodów, wliczając Benin, Kamerun, Gwineę Równikową, Mali i Senegal. Około 100 000 – 200 000 imigrantów z innych krajów przebywa w Gabonie, więcej niż w Gwinei Równikowej i Kamerunie. Przypuszcza się, że obcokrajowcy stanowią przynajmniej 20% populacji w Gabonie.
Gabon w przeszłości przyjął dwie fale uchodźców z Republiki Konga. Pierwsza grupa, głównie przedstawiciele rządu, przybyła do Gabonu w 1997 r. wraz z odejściem od rządu prezydenta Pascala Lissouba; druga grupa, licząca około kilku tysięcy uchodźców, przybyła do 1999 roku w wyniku nieustannych walk w Kongo.
Całkowita liczba imigrantów w Gabonie w 2000 roku wyniosła 250 000 osób, wliczając w to 18 000 uchodźców. W 2000 roku, ostateczne saldo migracji wyniosło 4,3 na 1000 osób, to mniej niż od 7,9 na 1000 osób w 1990 roku. W ostatnich latach poziom migracji jest ujemny. Pod koniec 2008 roku wyniósł -3,62 migrantów na 1000 osób.

### Urbanizacja
W Gabonie znajdują się 33 miasta, 3483 wsi i innych miejscowości. Poziom urbanizacji wynosi 83% (2003 r.). Osadnictwo wiejskie jest usytuowane wzdłuż dróg komunikacyjnych i rzek.

### Miasta
Poniższa tabelka przedstawia spis miast w Gabonie od największych:
| Nr  | Miasto               | Liczba mieszkańców | Liczba mieszkańców | Prowincja        |
| Nr  | Miasto               | 1993               | 2005               | Prowincja        |
| --- | -------------------- | ------------------ | ------------------ | ---------------- |
| 1.  | Libreville           | 419 596            | 578 156            | Estuaire         |
| 2.  | Port-Gentil          | 79 225             | 109 163            | Ogowe Nadmorskie |
| 3.  | Franceville (Masuku) | 31 183             | 42 967             | Ogowe Górne      |
| 4.  | Oyem                 | 22 404             | 30 870             | Woleu-Ntem       |
| 5.  | Moanda               | 21 882             | 30 151             | Ogowe Górne      |
| 6.  | Mouila               | 16 307             | 22 469             | Ngounié          |
| 7.  | Lambaréné            | 15 033             | 20 714             | Ogowe Środkowe   |
| 8.  | Tchibanga            | 14 054             | 19 365             | Nyanga           |
| 9.  | Koulamoutou          | 11 773             | 16 222             | Ogowe-Lolo       |
| 10. | Makokou              | 9849               | 13 571             | Ogowe-Ivindo     |
| 11. | Bitam                | 7473               | 10 297             | Woleu-Ntem       |
| 12. | Tsogni               | 7226               | 9957               | Nyanga           |
| 13. | Gamba                | 7205               | 9928               | Ogowe Nadmorskie |
| 14. | Mounana              | 6372               | 8780               | Ogowe Górne      |
| 15. | Ntoum                | 6219               | 8569               | Estuaire         |
| 16. | Nkan                 | 6188               | 8526               | Estuaire         |
| 17. | Lastoursville        | 6053               | 8340               | Ogowe-Lolo       |
| 18. | Okandja              | 5193               | 7155               | Ogowe Górne      |
| 19. | Ndendé               | 4500               | 6200               | Ngounié          |
| 20. | Booué                | 4200               | 5787               | Ogowe-Ivindo     |
| 21. | Fougamou             | 4100               | 5649               | Ngounié          |
| 22. | Ndjolé               | 3700               | 5098               | Ogowe Środkowe   |
| 23. | Mbigou               | 3000               | 4134               | Ngounié          |
| 24. | Mayumba              | 2900               | 3996               | Nyanga           |
| 25. | Mitzic               | 2820               | 3886               | Woleu-Ntem       |
| 26. | Mékambo              | 2800               | 3858               | Ogowe-Ivindo     |
| 27. | Léconi               | 2600               | 3583               | Ogowe Górne      |
| 28. | Mimongo              | 2400               | 3307               | Ngounié          |
| 29. | Minvoul              | 2100               | 2894               | Woleu-Ntem       |
| 30. | Médouneu             | 1400               | 1929               | Woleu-Ntem       |
| 31. | Omboué               | 1210               | 1667               | Ogowe Nadmorskie |
| 32. | Cocobeach            | 1200               | 1653               | Estuaire         |
| 33. | Kango                | 1100               | 1516               | Estuaire         |

## Edukacja
W Gabonie mieszka 1 362 000 osób, w tym 41% stanowią osoby poniżej 15. roku życia. 9,6% środków z budżetu przeznacza się na edukację. Okres chodzenia do szkoły trwa 13 lat z klasy pierwszej do trzynastej. Nauka trwa w języku francuskim. Piśmienność mieszkańców Gabonu wynosi 84,0% (73,7% u mężczyzn, 53,3% u kobiet).
Do głównych stopni tytułu baccalauréat są zaliczane:
- A1, skoncenrowany na języku francuskim, filozofii i matematyce
- A2, skoncenrowany na języku francuskim i języku obcym
- B, skoncenrowany na ekonomii
- C, skoncenrowany na matematyce i fizyce
- D, skoncenrowany na matematyce, fizyce, biologii i naukach o Ziemi.

### Uniwersytety i inne uczelnie
- Uniwersytet Omara Bongo
- Politechnika we Franceville
- Szkoła Medyczna
- Centrum Międzynarodowych Badań Medycznych we Franceville (Centre International de Recherches Médicales de Franceville)
- Narodowa Szkoła Leśnictwa w Libreville
- Narodowa Szkoła Prawa (École nationale de magistrature)
- Wyższa Szkoła Edukacji
- Afrykański Instytut Informatyki (Institut Africain d’Informatique)
- Narodowy Instytut Biznesu (Institut national des sciences de gestion)

## Kultura

### Muzyka
Gabon jest afrykańskim krajem, gdzie muzyka jest mało znana w porównaniu do innych krajów Czarnej Afryki jak Demokratyczna Republika Konga i Kamerun. Kraj szczyci się różnorodnością muzycznych stylów ludowych. Twórcy ludowi są popularni tak jak wykonawcy muzyki pop, np. wokalistka Patience Dabany (mieszkająca teraz w USA). Albumy Dabany, nagrywane w Los Angeles, mają wyraziście gaboński klimat i cieszą się popularnością we frankojęzycznej Afryce. Inni muzycy: Georges Oyendze, La Rose Mbadou i Sylvain Avara oraz śpiewak Oliver N'Goma.
Rock i hip-hop z USA i Wielkiej Brytanii cieszą się w Gabonie popularnością tak jak i rumba, makossa i soukous. Inni główni muzycy: Pierre-Claver Akendengue, „weteran” Mack Joss, Vickos Ekondo, znany jako „Król Tandima”.
Annie Flore zaplanowała i uczestniczyła w muzycznych wydarzeniach z wielkim wyborem muzyków z całego świata, wliczając w to: Youssou N'dour (Senegal), Ray Léma (Demokratyczna Republika Konga), Lokua Kanza (DRK), La Baronne (Francja), Carlo Rizzo (Włochy), Cynthia Scott (USA), Mario Chenart (Kanada), Solange Campagne (Kanada), Philip Peris (Australia) i Qiu-Xia-He (Chiny).

### Maski

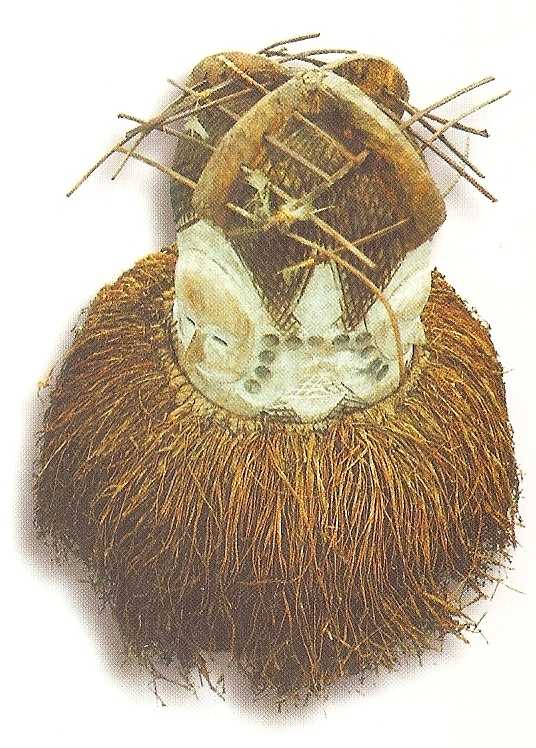
Maska n’goltang (z plemienia Fang)

Gabon również jest znany na całym świecie ze sławnych masek, takich jak n’goltang (Fang). Każda grupa etniczna ma swój własny zestaw masek używanych przy różnych okazjach; m.in. podczas tradycyjnych ceremonii takich jak ślub, narodziny i pogrzeby. Tradycyjne maski wykonane są głównie z rzadkich gatunków drzew i innych cennych materiałów.

### Sport
Sportowcy gabońscy nie odnosili większych sukcesów na międzynarodowych zawodach sportowych i do 2012 roku bez sukcesów startowali na igrzyskach olimpijskich. Właśnie w 2012 Gabon zyskał pierwszy medal olimpijski. Jego zdobywcą jest zawodnik taekwondo, Anthony Obame. Najbardziej popularnym sportem w Gabonie jest piłka nożna. Największym stadionem jest Stade Omar Bongo znajdującym się w Libreville. Gabon wraz z Gwineą Równikową organizował Puchar Narodów Afryki w 2012 roku.

### Radiofonia i telewizja
W Gabonie działają dwie główne stacje radiowe. Stacja państwowa, Radiodiffusion Télévision Gabonaise (RTG), obsługuje dwie główne sieci – krajową sieć w jęz. francuskim i prowincjonalną sieć w języku francuskim i w językach grup etnicznych. Być może najpopularniejsza prywatna stacja w Gabonie (i jedna z wielu krótkofalowych radiostacji) Afrique Numero Un, działa na FM w Libreville, a także nadaje przez krótkofalówkę. Afrique Numero Un również ma stacje przekaźnikowe w głównie francuskojęzycznych afrykańskich krajach. Radio France Internationale ma stacje przekaźnikowe w Gabonie. Inne prywatne stacje również obsługują w Gabonie, jednak są skoncentrowane przeważnie obszarze miasta Libreville.
W Gabonie działają cztery kanały telewizyjne. Jak też wiele dawnych francuskich kolonii, Gabon używa SECAM-K standard. Jednakże RTG jest jedyną stacją telewizyjną obsługującą na obszarze całego Gabonu. Dodatkowo dwa kanały telewizyjne działają na obszarze Libreville.

## Warunki socjalne
Zasiłki dla osób starych i dla kalekich są dostępne dla wszystkich pracowników i są sfinansowane ze składek od pracowników i pracodawców. Rodzinny zasiłek jest dostępny dla wszystkich otrzymujących pensję pracowników z dziećmi poniżej 16 lat. Pracownicy rolni i rolnicy nie są objęci tymi programami.
Kobiety, pomimo tego, że mają prawną ochronę i uczestniczą w biznesie i polityce, są dyskryminowane w wielu obszarach. Wielożeństwo jest nadal powszechne i prawa kobiet w poligamicznych związkach są ograniczone. Nadużycie siły wobec kobiet w domach jest powszechne, głównie w wiejskich obszarach.
Warunki w gabońskich więzieniach są ciężkie i zagrażają życiu.

### Służba zdrowia
Medyczna infrastruktura Gabonu jest uważana z jedną z najlepszych w Czarnej Afryce. Większość usług zdrowotnych jest publicznych, ale istnieją również prywatne instytucje, z których najlepszy jest szpital założony w 1913 roku w Lambaréné przez Alberta Schweitzera. Do 1985 roku w Gabonie działało 28 szpitali, 87 centrów medycznych i 312 przychodni. W 1999 roku na 1000 osób przypadało 0,2 lekarza i 3,2 łóżek szpitalnych. Od 1985 do 1995, 90% populacji miało dostęp do opieki zdrowotnej. W 2000 roku 70% populacji miało dostęp do bezpiecznej wody pitnej i 21% miało odpowiednie warunki sanitarne.

## Siły zbrojne

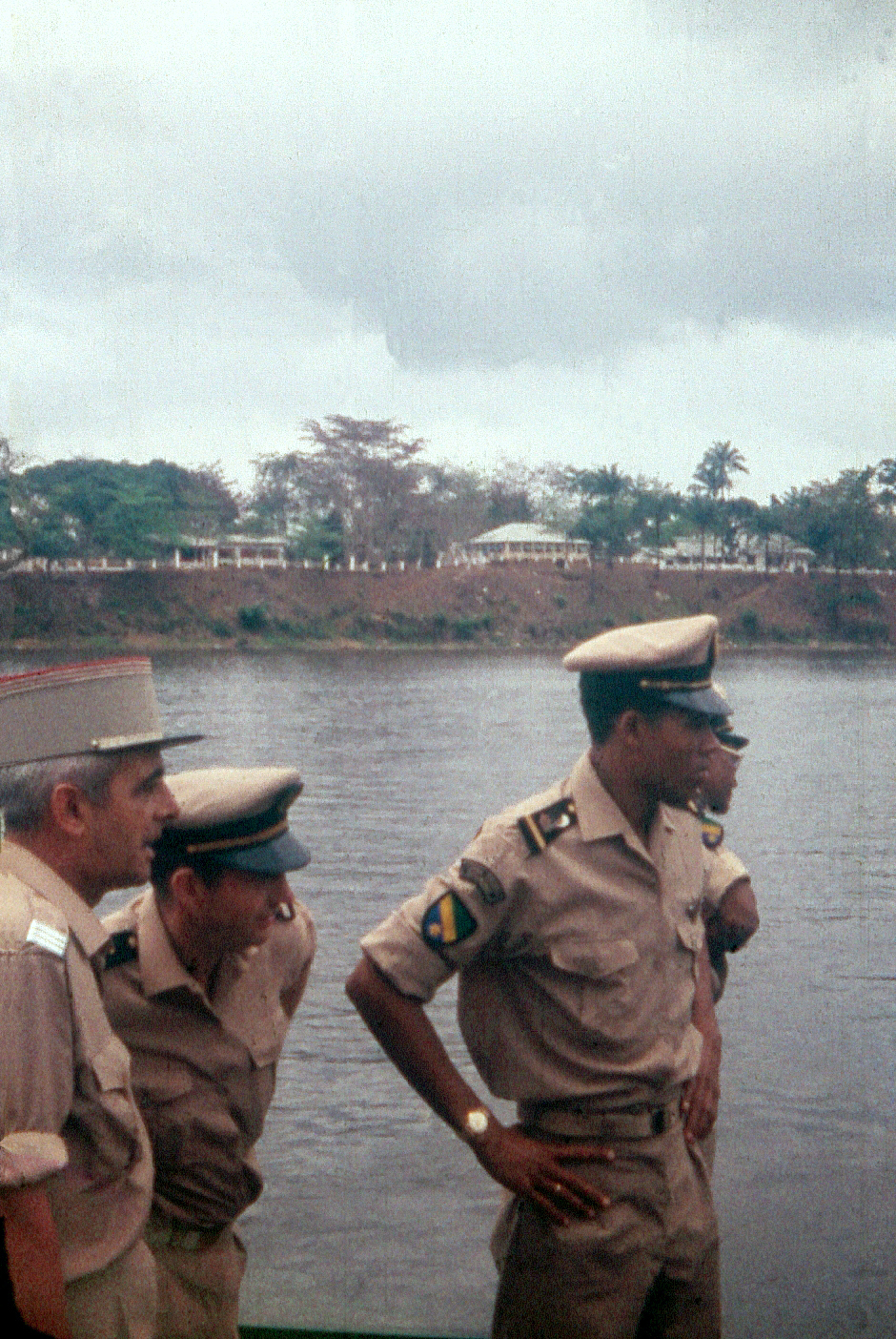
Francuscy i gabońscy oficerowie (wrzesień 1959 r.)

Gabon ma małe, zawodowe wojsko o liczebności ok. 5000 żołnierzy, podzielonych na wojsko lądowe, marynarkę wojenną, lotnictwo wojskowe (Gabońskie Siły Powietrzne), żandarmerię, i państwową policję. Gabońskie siły są ukierunkowane do obrony kraju i nie zostały przystosowane do działań ofensywnych. Dobrze wyszkolona i dobrze wyposażona gwardia o liczebności 1800 żołnierzy dostarcza ochrony prezydentowi. Wydatki na wojsko wynoszą 2% PKB.
W 2010 roku podpisano porozumienie z Francją odnośnie współpracy wojskowej. Wojska francuskie (fr. les troupes français au Gabon) w Gabonie w 2007 roku przekształcono na siły francuskie (fr. les forces français au Gabon), a we wrześniu 2014 roku na jednostki wojskowe (fr. les éléments français au Gabon, EFG), które wraz z Jednostkami Wojskowymi Senegalu tworzą wsparcie logistyczne i operacyjne dla Afryki Zachodniej.
Dodatkowo EFG zapewnia szkolenia dotyczące bezpieczeństwa państw Afryki Środkowej, będąc gwarantem stabilności w tych regionach.

## Znani Gabończycy
- Jean-Baptiste Abessolo – pisarz
- Jean-Hilaire Aubame – polityk, były prezydent Gabonu (tymczasowy)
- Omar Bongo – były prezydent Gabonu (od 1967 do 2009 roku)
- Daniel Cousin – piłkarz
- Georges Aleka Damas – twórca hymnu Gabonu
- Jean-Eyeghe Ndong – były premier
- Angèle Rawiri – pisarka
- Pierre-Emerick Aubameyang – piłkarz

### Osoby związane z Gabonem
- Jean-Rémy Bessieux – misjonarz chrześcijański
- Pierre Savorgnan de Brazza – podróżnik
- Paul du Chaillu – amerykański podróżnik
- Patience Dabany – piosenkarka
- Félix Éboué – administrator kolonialny
- Émile Gentil – administrator kolonialny
- Albert Schweitzer – niemiecki teolog luterański, filozof, organista, muzykolog, lekarz
- Marcel Lefebvre – misjonarz w Gabonie, arcybiskup Dakaru, delegat apostolski Piusa XII na całą Afrykę francuskojęzyczną, założyciel Bractwa kapłańskiego świętego Piusa X.